# 談祖綬
談祖綬（?—?），字紫垂、一字子垂，浙江省湖州府德清縣人，清朝政治人物，進士出身。

## 生平
乾隆五十二年（1787年）登二甲第二十名進士。乾隆五十五年（1790年）任戶部陝西司主事。乾隆五十九年（1794年）任湖南鄉試副考官。乾隆六十年（1795年）任戶部江南司員外郎、貴州學政。嘉慶三年（1798年）任刑部奉天司郎中、嘉慶五年（1800年）任通州坐糧廳監督。嘉慶九年（1804年）任江西建昌府知府；次年改江蘇河庫道。